# Королёв, Иван Михайлович
Ива́н Миха́йлович Королёв (27 декабря 1912 [9 января 1913], хутор Песковатка, Область Войска Донского — 13 мая 1989, Волгоград) — советский партийно-государственный деятель, председатель исполкома Волгоградского городского Совета народных депутатов (1962—1974, с перерывом).

## Биография
Родился на хуторе Песковатка. Трудовую деятельность начал в 1934 году после окончания Волгоградского судостроительного техникума на судоверфи в городе Азове. Затем служил в Советской Армии, участвовал в Великой Отечественной войне. Член КПСС с 1939 года. После войны окончил Военно-политическую академию им. В. И. Ленина.
С 1945 года И. М. Королёв на партийной работе — секретарь парторганизации Волгоградского речного парта, секретарь Советского райкома партии, парторг на Волгоградском тракторном заводе, секретарь Тракторозаводского райкома КПСС и Волгоградского горкома КПСС.
В 1962 году Иван Михайлович Королёв был избран председателем исполкома Волгоградского городского Совета народных депутатов, затем заместителем председателя исполкома облсовета.
С декабря 1964 года в течение 10 лет вновь избирался председателем исполкома горсовета г. Волгограда.
В 1971 году избран депутатом Верховного совета РСФСР.
И. М. Королёв много сделал для развития городского хозяйства, улучшения застройки города. В 1964—1969 годах под его руководством был спроектирован и впоследствии построен Волгоградский речной вокзал. В тесном сотрудничестве со скульптором Е. В. Вучетичем возведён мемориальный комплекс «Героям Сталинградской битвы» на Мамаевом кургане.
В 1966 году частица земли с Мамаева кургана была передана лично президенту Франции Шарлю де Голлю, о чем свидетельствует фотография с выставки, проходившей на «Винзаводе» в Москве.
15 октября 1967 года состоялась официальная церемония открытия мемориала, на которой была заложена капсула с обращением к потомкам.
2 февраля 1968 года, в день 25-летия разгрома немецко-фашистских войск под Сталинградом, была заложена памятная плита в основание будущего музейного комплекса «Сталинградская битва». Полностью он был открыт к 40-летию Победы, в 1985 году.
4 марта 1968 года решением сессии Волгоградского городского Совета народных депутатов под председательством И. М. Королёва утверждён новый герб Волгограда, который по сей день является официальным символом города.
В 1966 году И. М. Королёв высказал пожелание установить братские связи с индийским городом Мадрасом (в настоящее время носит название Ченнай). Протокол Дружбы был подписан в Волгограде 27 июня 1967 г. И. М. Королёвым и мэром Мадраса г-ном Самбантхамом.
В 1972 году установлены дружеские связи Волгограда с японским городом Хиросимой.
13 мая 1989 года на 77-м году жизни скоропостижно скончался.

## Награды
- Орден Отечественной войны I степени
- Орден Красной Звезды
- 2 ордена Трудового Красного Знамени
- Орден «Знак Почёта»
- медали
- персональный пенсионер республиканского значения
- орден Двух Нилов 1 степени (Судан, 01.11.1969)[1]